# Saint-Léger-du-Bourg-Denis
Saint-Léger-du-Bourg-Denis är en kommun i departementet Seine-Maritime i regionen Normandie i norra Frankrike. Kommunen ligger i kantonen Darnétal som tillhör arrondissementet Rouen. År 2022 hade Saint-Léger-du-Bourg-Denis 3 665 invånare.

## Befolkningsutveckling
Antalet invånare i kommunen Saint-Léger-du-Bourg-Denis
| Referens: INSEE |